# Pieter de Graeff

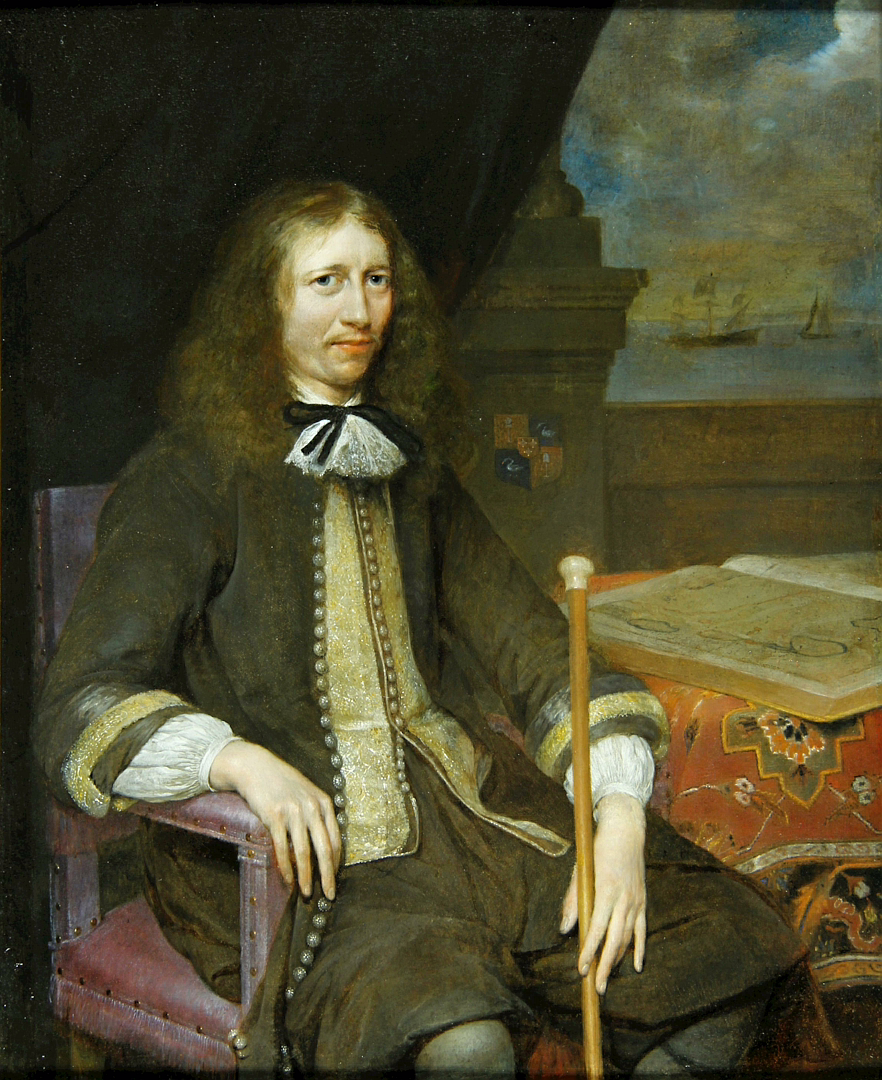
Pieter de Graeff, gemalt von Gerard ter Borch in 1674

Pieter de Graeff, Vrijheer der Hohen Herrlichkeit von Zuid-Polsbroek, vrijheer / heer van Purmerland en Ilpendam (* 15. August 1638 in Amsterdam; † 3. Juni 1707) war ein holländischer Aristokrat des Goldenen Zeitalters der Niederlande.
Pieter de Graeff war in der Zeit vor dem Rampjaar 1672 einer der einflussreichsten staatsgesinnten, republikanischen Politiker Amsterdams. Als Bewindhebber der Niederländischen Ostindien-Kompanie war er nach dem Rampjaar einer der wichtigsten Repräsentanten und Leiter derselbigen. Seine politische Haltung war charakteristisch für seine Familie: einerseits Libertin und staatsgesinnt, andererseits, wenn auch nur bedingt, loyal gegenüber den Oraniern. De Graeff hatte in intimen Kontakt mit den Staatsmännern Johan de Witt und Wilhelm III. von Oranien sowie den Künstlern Joost van den Vondel und Jan Lievens gestanden.

## Biografie

### Familie De Graeff

#### Gesellschaftspolitischer Hintergrund
Im Laufe des Goldenen Zeitalters der Niederlande standen die Mitglieder der Familie De Graeff in harscher Kritik zum sich immer mehr ausbreitenden Einfluss des Hauses Oranien-Nassau. Gemeinsam mit den führenden republikanischen Staatsmännern, den Gebrüdern Bicker und den De Witt, waren sie für eine Aufhebung der Statthalterschaft, zumindest in der Provinz Holland. Weiters beanspruchten sie den Erhalt einer (ihrer) vollen Souveränität als Stadtregenten.

#### Kindheit und Jugend

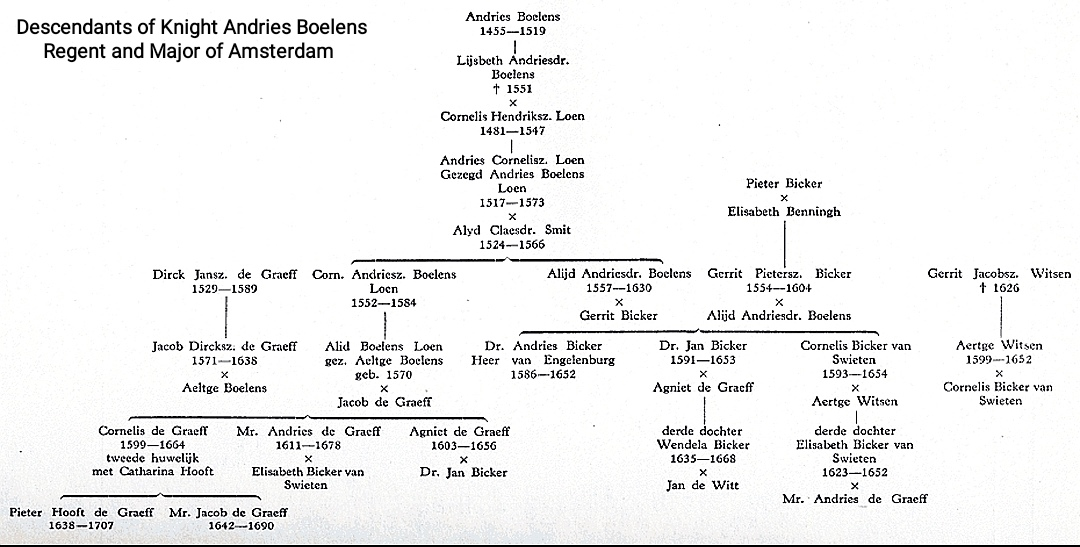
Übersicht über die maßgeblichen Familienbeziehungen der Amsterdamer Oligarchie um die Geschlechter Boelens Loen, De Graeff, Bicker (van Swieten), Witsen sowie Johan de Witt im Goldenen Zeitalter.

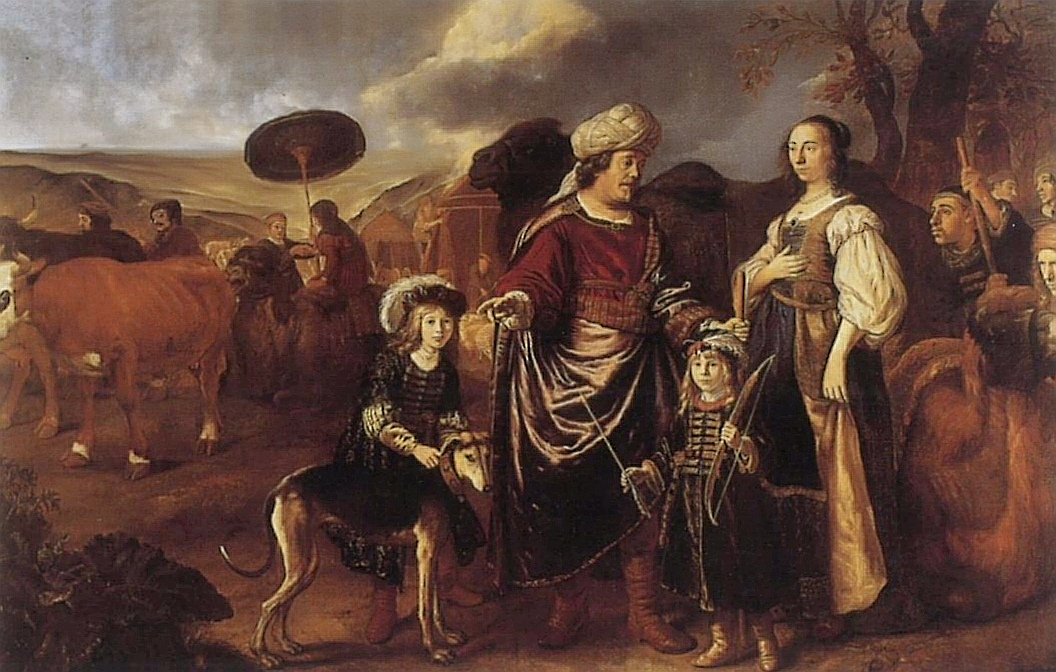
Jan Victors, Cornelis de Graeff als Isaak mit seiner Frau Catharina Hooft als Rebekka mit ihren Söhnen Pieter und Jakob als Jacob und Esau (1652)

Pieter de Graeff entstammte dem Geschlecht De Graeff, den Stadtherren von Amsterdam. Er war der erstgeborene Sohn des Staatsmannes und Amsterdamer Regenten Cornelis de Graeff und Catharina Hooft; mit Jacob de Graeff hatte er einen jüngeren Bruder. Pieter genoss in seiner Jugend Erziehung und Privatunterricht bei Johann Amos Comenius, der ihm eine wichtige pädagogische Basis verschaffte. 1652 ließ sich Cornelis de Graeff mit seiner Gattin Catharina Hooft und deren beiden Söhnen Pieter und Jacob durch Jan Victors als Isaak und Rebekka mit ihren Söhnen Jakob und Esau porträtieren. Dieses allegorische Werk und De Graeffs Darstellung als einer der Erzväter eines Volkes und seiner Ehefrau sollte seine Wichtigkeit unterstreichen. Anfang 1655, im Alter von 16 Jahren begleitete Pieter den Amsterdamer Bürgermeister Johan Huydecoper van Maarsseveen auf einer diplomatischen Mission nach Berlin. Die weiteren Reisebegleiter waren Joan Corver und Huydecopers Sohn Joan Huydecoper van Maarsseveen. Die Stadt trat als offizieller Taufpate des Sohnes des Großen Kurfürsten Markgraf Friedrich Wilhelm auf. Diese Patenschaft war von Pieters Vater Cornelis organisiert worden und führte später zum Eingreifen des Kurfürsten als Bündnispartner im Holländischen Krieg.
In den Jahren von 1658 bis 1660 reiste Pieter durch England und Frankreich und erhielt an der Universität Orléans das Lizenziat für ziviles und kanonisches Recht. Die diversen Reiseberichte wurden von Pieter allesamt in seinen Tagebüchern vermerkt, von denen nur die Berichte über die Berliner Reise erhalten geblieben sind. Im Jahre 1660 wurde durch Pieters Vater Cornelis, seinem Cousin Johan de Witt und Gillis Valckenier ein Konsortium gegründet, welches die Vormundschaft über den jungen oranischen Fürsten Wilhelm III. von Oranien-Nassau, das kind van staat, beinhaltete. Die Sommer verbrachten die Gebrüder Pieter und Jacob de Graeff mit Wilhelm, dem späteren König von England, auf dem De Graeffschen Anwesen am Soestdijk, das Wilhelm später erwarb und zum Palais Soestdijk der niederländischen Erbstatthalter und Könige ausbaute.

#### Ehe und Nachkommen

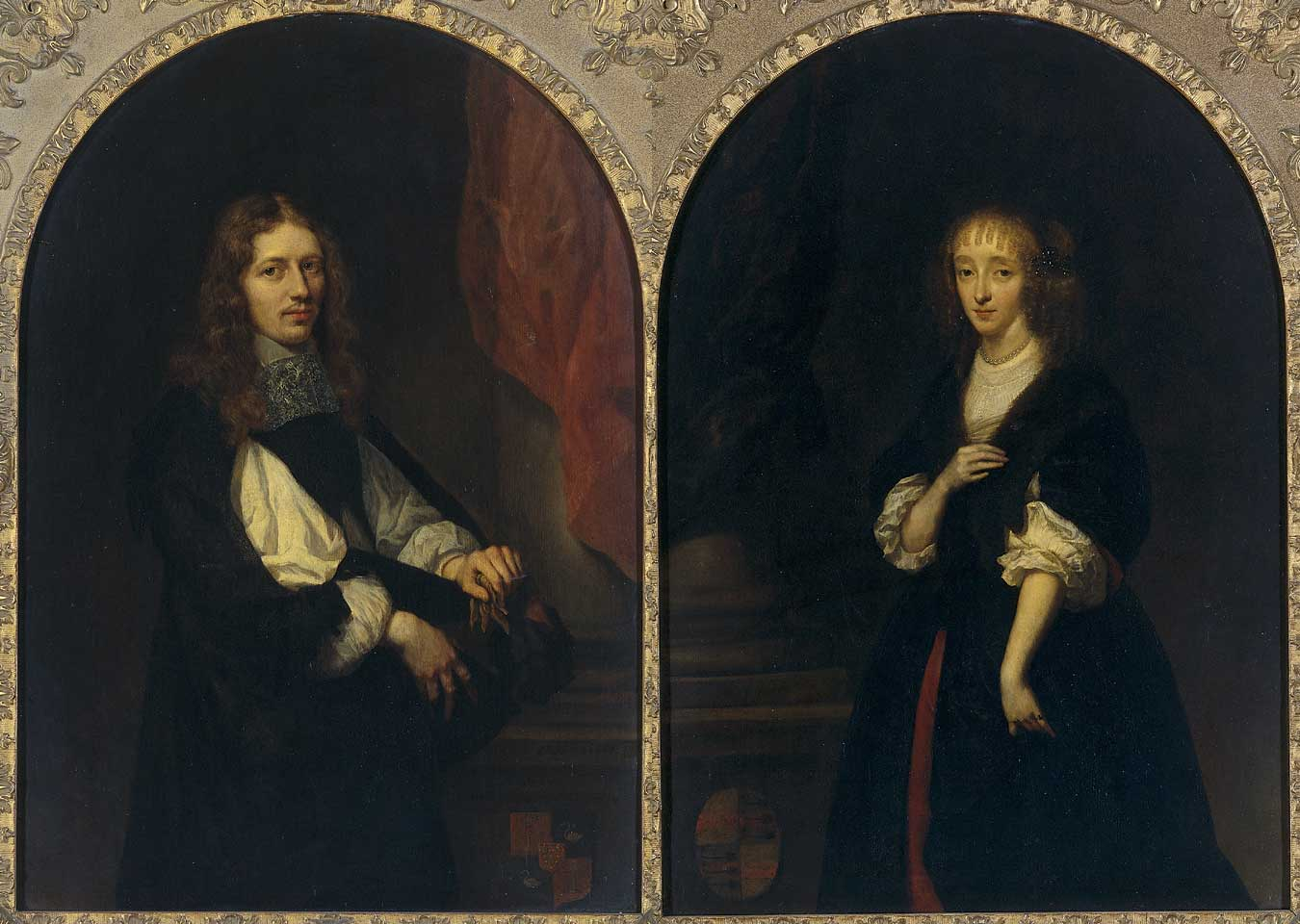
Hochzeitsbildnisse von Pieter de Graeff und Jacoba Bicker, gemalt im Jahre 1663 durch Caspar Netscher (Rijksmuseum Amsterdam)

Pieter eheliche 1663 seine Cousine Jacoba Bicker (1640–1695), Tochter von Johan Bicker und Agneta de Graeff van Polsbroek (1603–1656) sowie Schwester von Johan de Witts Ehefrau Wendela Bicker. Bei ihrer Hochzeit auf Schloss Ilpenstein hielt De Witt die Hochzeitsrede. Die dabei anwesenden Poeten Gerard Brandt, Jan Vos und Joost van den Vondel „besangen“ diese Hochzeit. Zu Pieters Schwager zählten weiters der hohe Beamte Gerard Bicker (I) van Swieten, der Waffenhändler Jacob Trip sowie der Bankier und Financier Jean Deutz. Aus seiner Ehe gingen drei Kinder hervor, zwei Söhne und eine Tochter. Seine beiden Söhne, Cornelis und Johan traten des Vaters Erbe in Zuid-Polsbroek, Purmerland und Ilpendam an.
- Agneta de Graeff (1663–1725), ehelichte Jan Baptiste de Hochepied II (1669–1709), Deputierter bei der Generalitätsrechenkammer. Agneta besaß das Haus „Korte Vijverberg 3“ in Den Haag, dem gegenwärtigen Kabinett des Königs und hatte bei ihrem Tod ein Vermögen von 867.000 Gulden von dem sie ihrem Cousin Gerard Bicker (II) van Swieten 525.000 Gulden nachließ[14]
- Cornelis de Graeff (1671–1719) promovierte an der Universität Leiden zum Magister der Rechte und war Kanoniker im Domkapitel von St. Pieter in Utrecht.[15]
- Johan de Graeff (1673–1714) absolvierte ein Rechtsstudium an der Universität Leiden, war Stadtsekretär, Schöffe und Mitglied des Amsterdamer Magistrates (niederländisch: Magistraat oder vroedschap). Johan war mit Johanna Hooft (1678–1738) verheiratet.[16] Dieser Ehe entsprangen fünf Kinder, unter anderem Johans einziger Sohn Gerrit de Graeff, welcher das De Graeffsche Erbe antrat.[17]

#### Wappen
Das Wappen von Pieter de Graeff ist geviert und mit einem Herzschild versehen und zeigt seit 1678 folgende Symbole:
- Herzschild zeigt die drei silbernen Rauten auf Rot (ursprünglich von der Familie Van Woerdern van Vliet) der Hohen Herrlichkeit Zuid-Polsbroek
- Feld 1 (links oben) zeigt die silberne Schaufel auf Rot seiner väterlichen Vorfahren, der Herren von Graben
- Feld 2 (rechts oben) zeigt den silbernen Schwan auf Blau des Lehensgutes Vredenhof [oder den Schwan des Waterlandes seiner Vorfahren, den De Grebber]
- Feld 3 (links unten) zeigt die silberne Gans in Blau von Purmerland (Hohe Herrlichkeit Purmerland und Ilpendam)
- Feld 4 (rechts unten) zeigt die roten und schwarzen Löwen auf Gold (das Wappen der Grafschaft Holland) für Ilpendam (Hohe Herrlichkeit Purmerlandund Ilpendam) über einem nicht näher behandelten blauen Bereich
- Schildhalter sind zwei silberne Schwäne
- Helmüberzüge in Rot und Silber
- Helmschmuck zeigt einen aufrechten silbernen Spaten mit Straußenfedern (Herren von Graben)
- Motto: MORS SCEPTRA LIGONIBUS AEQUAT (Der Tod macht das Zepter und die Schaufel gleich)

### Politische Tätigkeit

#### Ämter und Wirken
1662 erhielt Pieter sein erstes öffentliches Amt als Hauptmann der Amsterdamer Bürgergarde. Mit dem Tod seines Vaters Cornelis wurde Pieter im Jahre 1664 Vrijheer van Zuid-Polsbroek. Gleichfalls übernahm er auch des Vaters Funktion als Bewindhebber der Niederländischen Ostindien-Kompanie (einer der Leiter dieser Handelsgesellschaft, welche auch kurz VOC genannt wird). Pieter hatte viel Interesse an der Bodenkultur, deren er auch als Bewindhebber der VOC sowie als Landesherr eifrigst nachkommen konnte. 1666 wurde Pieter Kommissar des Seehandels in Amsterdam und zum militärischen Kommandanten von Amsterdam ernannt. 1668 trat er als Schöffe (niederländisch: schepen) in die Amsterdamer Stadtregierung ein. Er wurde auch Mitglied des Amsterdamer Magistrats (niederländisch: vroedschap) Politisch stand er auf der Seite seines Verwandten und Freundes Johan de Witt, dessen vertrauter Ratsmann er war und mit dessen ihm eine intensive briefliche Korrespondenz verband. Das Verhältnis zwischen den beiden wird als sehr gut und innig beschrieben. Einige Briefe zwischen den beiden haben die Ausbildung des jungen oranischen Fürsten Wilhelm III. zum Inhalt. Als De Graeffs Schwägerin und Cousine Wendela Bicker 1668 verstarb, wurden er und sein Schwager Jean Deutz zum Vormund deren Neffen und Nichten bestellt, und für die Abwicklung des Nachlasses zuständig. Zu Anfang der 1670er Jahre kristallisierte sich in der Amsterdamer Stadtregierung unter dem Einfluss der oranisch gesinnten Bürgermeister Gillis Valckenier und Coenraad van Beuningen eine Anti-De Witt Faktion heraus. Im Verlauf des Jahres 1671 erhielt die republikanische Staatspartei unter der Führung von Pieter die Oberhand in der Amsterdamer Stadtregierung zurück. Für eine kurze Zeit sah es danach aus, als könne sich De Witts republikanisches System konsolidieren.

#### Absetzung und Tätigkeit als Handelsherr

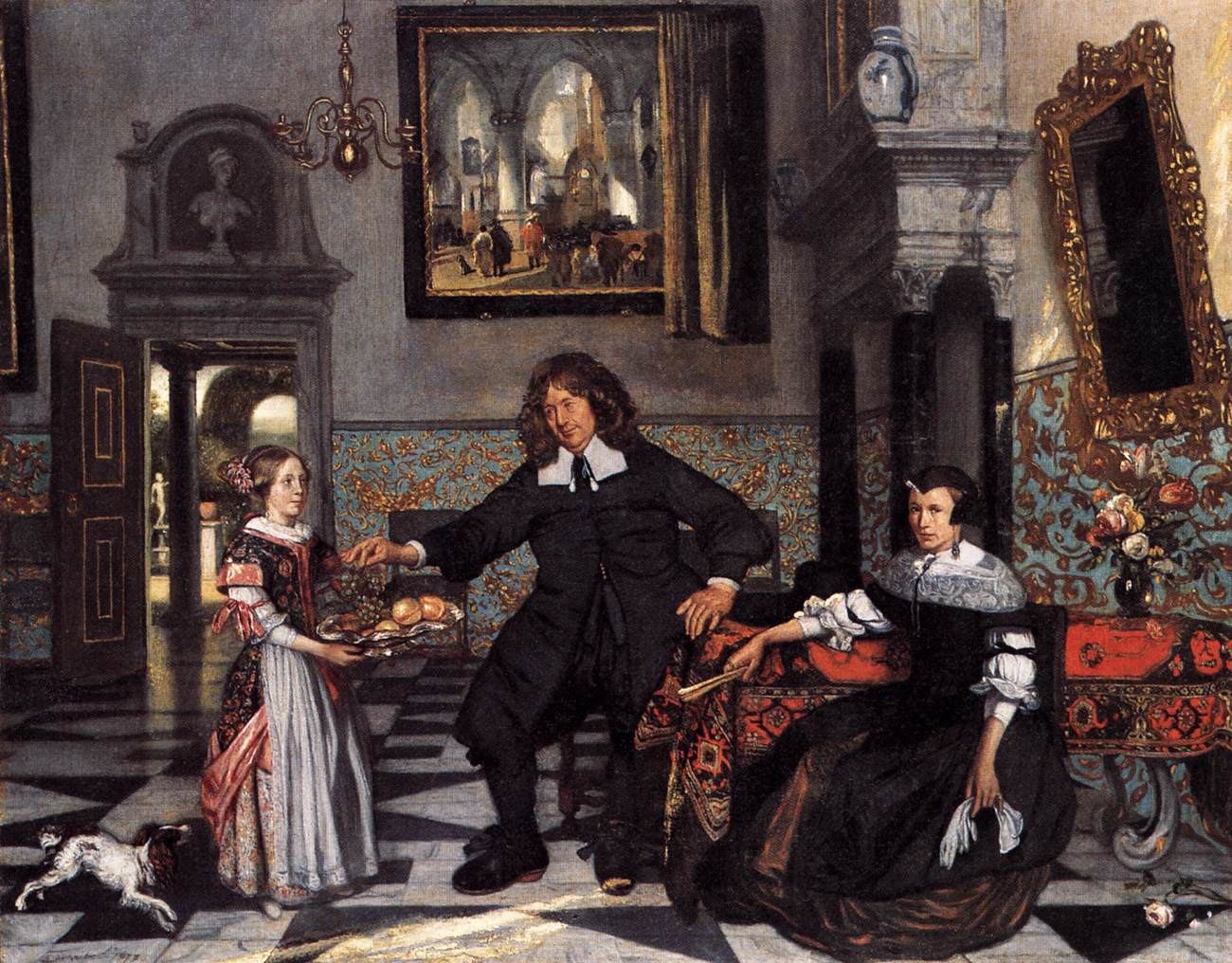
Emanuel de Witte Porträt einer Familie in einem Interieur (1678). Ilse Manke, die Verfasserin der bisher einzigen Monographie über Emanuel de Witte identifizierte in den dargestellten Personen die Familie von Pieter de Graeff, seine Ehegattin Jacoba Bicker und deren gemeinsame Tochter Agneta de Graeff.

Im Rampjaar 1672 eroberte Ludwig XIV. von Frankreich große Gebiete der Niederländischen Republik. Um die Provinz Holland zu schützen, ließen die Generalstaaten die Deiche zerstechen und die Schleusen öffnen und setzten so Teile des Landes unter Wasser. Dadurch wurde der Vormarsch Frankreichs zwar gestoppt, doch weite Landstriche waren verwüstet, was die Bevölkerung allgemein Johan de Witt anlastete. Am 21. Juni 1672 wurde durch Jacob van der Graeff ein Mordanschlag auf ihn verübt, den er schwer verwundet überlebte. Da er für längere Zeit rekonvaliszent war, konnte er nicht verhindern, dass Wilhelm III. von Oranien am 29. Juni von den Staaten von Holland zum Statthalter ernannt wurde. Vom 19. Juli addiert ein Brief von De Graeff an De Witt, der sich auch auf das Attentat bezieht. Er drückt seine Freude über dessen Genesung aus, von der er gerade gehört hatte. Er schreibt weiters über zwei von De Witts Kindern, die sich zu dieser Zeit bei De Graeff in Amsterdam aufhielten. Da De Witt auf dem Weg der Besserung ist, planen sie, die Kinder zurück zu ihrem Vater nach Den Haag zu schicken. De Graeff betont noch, dass keine Eile besteht, da er die Gesellschaft der Kinder als sehr angenehm empfinde.
Da Johan de Witt keine politische Aussicht mehr für sich sah, trat er am 4. August als Ratspensionär von Holland und West-Friesland zurück. Anfang September wurde die republikanisch und Wittianisch (Johan de Witt) gesinnte Fraktion De Graeff, beinhaltend Pieter, seinen Bruder Jacob, deren Onkel Andries de Graeff sowie deren Cousin Bürgermeister Lambert Reynst, von der Amsterdamer Regierung ausgeschlossen. Am 20. August wurden die Brüder Johan und Cornelis de Witt in Den Haag durch eine oranisch gesinnte Volksmenge auf das Grausamste ermordet. Nach dem Tod von De Witt übernahm Pieter als Onkel die Vormundschaft über dessen fünf verwaiste Kinder (darunter auch über Johan II. de Witt). Hierbei kam De Graeff seine Erziehung und pädagogischen Kenntnisse zugute, die er in seiner Jugend von Comenius erhielt. Aus seinen Tagebuchaufzeichnungen geht hervor, dass diese gut versorgt waren.
Pieter de Graeff blieb ausschließlich die Funktion eines Vorstehers (niederländisch: „bewindhebber“) der VOC, die für ihn wichtig war und die er bis zu seinem Tod innehatte. Zwischen den Jahren 1671 bis 1678 arbeitete Pieter, der immer mehr als einer der Leiter der VOC hervortrat, intensiv mit Joan Maetsuycker, dem Generalgouverneur von Niederländisch-Indien, zusammen.

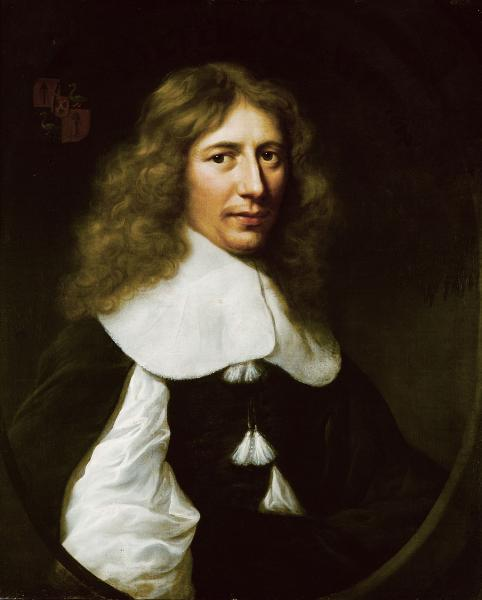
Pieter de Graeff, gemalt von Wallerant Vaillant (1674)

Vor allem in den Jahren 1673/74 waren die Gebrüder Pieter und Jacob erfolglos bemüht bei Wilhelm III. in Gunst zu kommen. Jacob gehörte zu jener Gruppe, die ehedem Anhänger von De Witt und Gegner der Oranier waren, und es war nicht ausgeschlossen, dass auch Verwandte von De Witt eine Amnestie erhalten würden, und in ihren Posten wieder hergestellt werden könnten. Da der Oranier nichts mehr schätzte als die Teilnahme am Kampf gegen die Feinde des Landes, schien dieses Kalkül das Hauptmotiv von Jacob gewesen zu sein, sich gemeinsam mit seinem Neffen Gerard Reynst zum freiwilligen Dienst zu melden und so für sich und seinen Bruder Pieter die Gunst des Oraniers zu erlangen. Jacob zog in den Jahren 1673/74 als Rittmeister auf Seiten der niederländischen Truppen in die Kämpfe von Rheinbach bei Bonn. Über die verschiedenen Begebenheiten der Kämpfe berichtete er seinem Bruder Pieter in seinen Brieven van Jacob de Graeff, uit het leger van Prins Willem III in 1673 en '74 geschreven aan zijn broeder Pieter de Graeff, oud-schepen van Amsterdam. Im Jahre 1885 wurden diese in Nijhoff’s Bijdragen herausgegeben. Jacob an seinen Bruder: Ich hoffe, dass diese Kampagne nicht umsonst sein wird und dass ich durch die Güte S. H. [Seiner Hoheit den Prinzen von Oranien] die mir gestern gezeigt wurde, in der Lage sein werde, ein wahrer Bruder zu sein. Und noch nachdrücklicher: Sie werden überrascht sein, dass ich nicht für mich selbst um das Drostamt von Muiden bitte, aber ich glaube, dass eine solche Bindung von mir Ihre Genesung verzögern könnte. Jacobs Absicht war sicherlich brüderlich und freundlich, aber das Ergebnis hat gezeigt, dass das Vertrauen in die Freundlichkeit des oranischen Fürsten übertrieben war. Jacob wurde in einem Kriegsbericht von der Schlacht bei Rheinbach als ein mannhafter Kämpfer gelobt. Als Reaktion auf diesen Ruhm stellte Pieter eine Frage die Jacob folgend beantwortete: Sie sind neugierig zu wissen, wie ich fortgeschritten bin, also werde ich es sagen. Sie müssen nicht nach dem Aufstieg suchen und bekommen ihn trotzdem. Im Endeffekt aber hat der Oranier weder ihm noch seinem Bruder den geleisteten Militärdienst anerkannt. Die Gunst des Statthalters wurde den Gebrüder nicht mehr zuteil, und beide blieben zeitlebens ohne Amt.
1674 verfügte Pieter über ein aktives Barvermögen von 130.000 Gulden und zählte damit zu den 250 reichsten Personen des Goldenen Zeitalters. 1678 beerbte er seine Tante Maria Overlander van Purmerland, Witwe von Frans Banning Cocq, die 1674 über ein Vermögen von 200.000 Gulden verfügte. Diese Erbmasse stammte aus Mitgliedern der Familien Overlander, Hooft und Banninck Cocq, von dem er auch dessen weiteres Vermögen erbte.  Nach dem Tod des Bruders und der Mutter wurde er 1691 Herr der Hohen Herrlichkeit Purmerland und Ilpendam. Der Historiker Kees Zandvliet schätzt De Graeffs Vermögen aufgrund dieser und weiterer Erbschaften zu Ende des 17. Jahrhunderts auf mindestens 1 Million Gulden.
Pieter de Graeff verstarb im Jahre 1707 als Witwer, nachdem seine Ehefrau Jacoba Bicker schon 1695 verstorben war. Er wurde in der Familiengruft in der Oude Kerk beigesetzt.

### Als Privatmensch

#### Kunst und Lebensstil

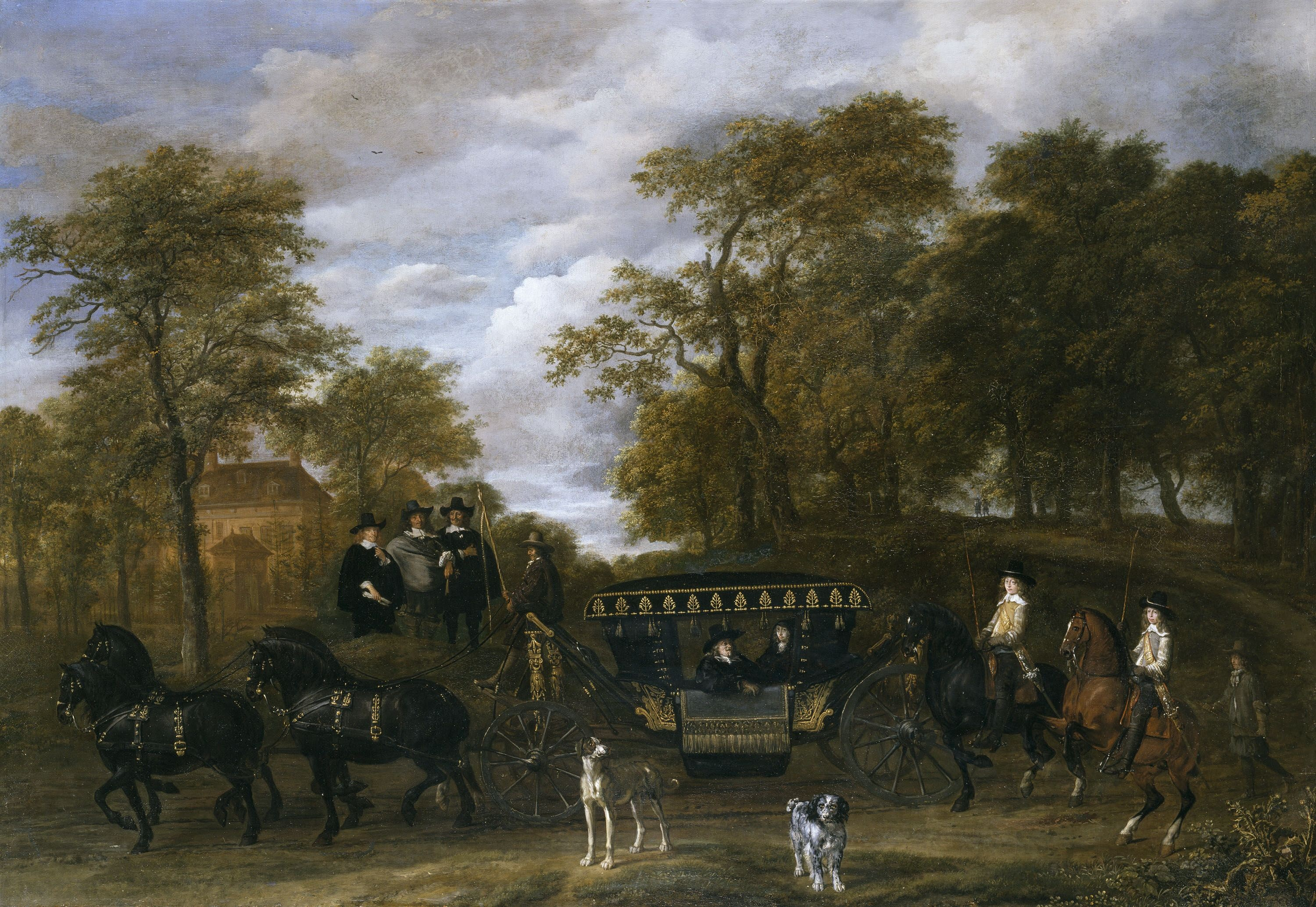
Cornelis de Graeff mit seiner Familie bei der Ankunft in Soestdijk. Die Landschaftsmalerei stammt wahrscheinlich von Jacob van Ruisdael, die Porträts der Familie von Thomas de Keyser. In der Kutsche sitzen Cornelis de Graeff und Catharina Hooft. Auf dem schwarzen Pferd reitet Pieter de Graeff, daneben sein Bruder Jacob. Die stehenden Personen sind von links nach rechts Willem Schrijver, Pieter Trip und Andries de Graeff. (entstanden zwischen 1656 und 1660, Irisches Nationalmuseum)

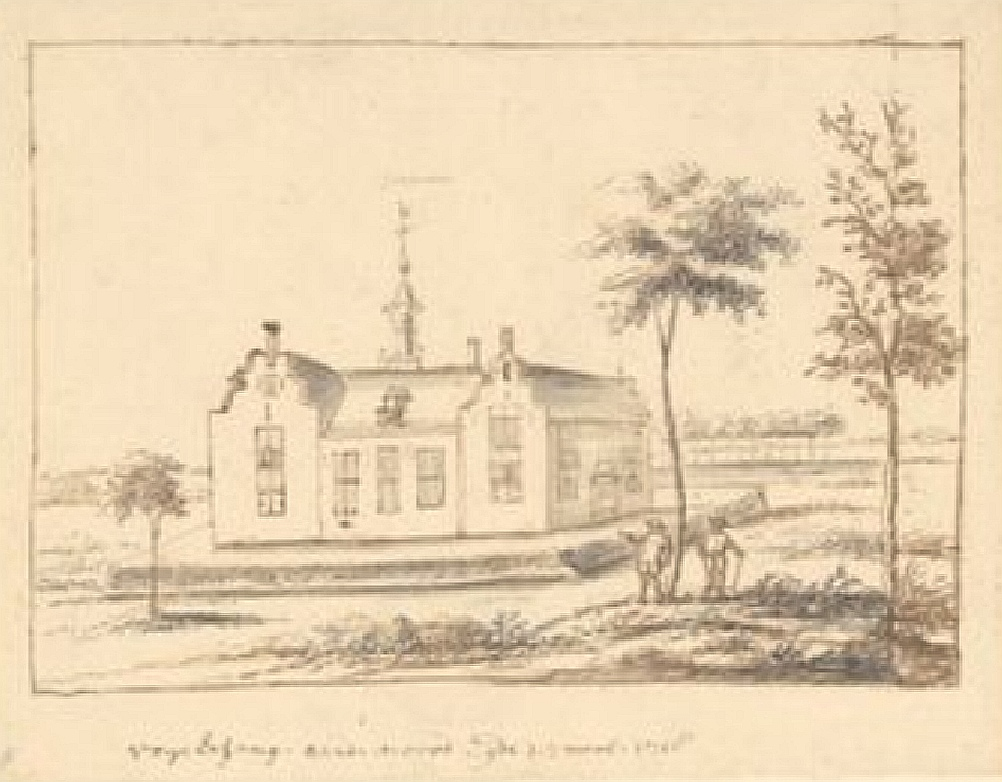
Haus Vogelsang (Zeichnung aus 1718)

Aus Pieter de Graeffs Nachlass stammen mehrere Gemälde, auf denen er in verschiedenen Phasen seines Lebens abgebildet ist. Im Jahre 1675 wurde er von Gerard Terborch gemalt; des Weiteren durch Jan Lievens, Caspar Netscher, und Wallerant Vaillant sowie mitsamt seinem Bruder Jacob durch Karel Dujardin. Daneben existieren zwei Gruppenbildnisse mit seinen Eltern und nahen Verwandten. Das erste stammt aus dem Jahre 1652 und wurde von Jan Victors gemalt. Es zeigt sie als die biblischen Personen Erzvater Isaak und Rebekka und deren Kinder Esau und Jakob. Das zweite von Jacob van Ruisdael und Thomas de Keyser zeigt die Familie bei deren Ankunft am Landhaus Soestdijk. 1678 wurde De Graeff mit seiner Ehegattin Jacoba Bicker und deren gemeinsamen Tochter Agneta de Graeff durch Emanuel de Witte in dem Gemälde Porträt einer Familie in einem Interieur verewigt. 2007 verwendete der österreichische Künstler Matthias Laurenz Gräff, ein entfernter Nachkomme von De Graeff, Netscher's Portrait in seinem Gemälde „Ahnenfolge“ im Rahmen seiner Diplomserie.
Pieter de Graeff bewohnte das Stadthaus an der Amsterdamer Herengracht Nr. 573, das heutige Taschenmuseum Hendrikje, die Landhäuser Valckenburg, Vogelsang und Bronstee sowie das Schloss Ilpenstein. Valkenburg (das vormalige Valckeveen seines Großvaters Dirck Jansz Graeff) bei Heemstede, erwarben Pieter, sein Onkel Andries de Graeff und sein Cousin und Schwager Gerard Bicker (I) van Swieten 1675 zu gleichen Teilen von seiner Tante Christina de Graeff (1609–1679). Ab 1685 war Pieter de Graeff der alleinige Besitzer. Er beschäftigte auch den Kupferstecher Romeyn de Hooghe, der Gravuren seiner diversen Wohnstätten anlegte. Pieter machte mehrere Notizen über Verhandlungen und Zahlungen im Zusammenhang mit der Vermessung seines Besitzes. Er beriet sich hierbei mit De Hooghe, der eine künstlerische Karte von De Graeffs Landhaus Valkenburg stechen sollte. Jeanine Otten gab unter dem Titel Kaarttekenaars en kaartafzetters in de dagboeken van Pieter de Graeff (1638–1707) eine Arbeit über Pieters Aktivitäten zu Darstellung seiner Besitztümer heraus.
Pieter de Graeff stand auch in Verbindung zum Dichter Joost van den Vondel, dem Künstler Jan Lievens, dem Universalgelehrten Gottfried Wilhelm Leibniz dem Diplomaten Jacob Boreel sowie dem Naturforscher Christiaan Huygens.

#### Bibliothek
Pieter de Graeffs Bibliothek in seinem Amsterdamer Stadthaus Herengracht 573, dem nachmaligen Tassenmuseum Hendrikje, umfasste mehr als 2300 Bücher in verschiedenen Sprachen und zu einer Vielzahl von Themen und bildete einen Mikrokosmos des Wissens aus dem 17. Jahrhundert. Er besaß Werke im juristischen und theologischen Bereich, aber er interessierte sich auch für historische Ereignisse und geopolitische Themen. Außerdem gibt es verschiedene Beschreibungen von fernen Orten, Reiseführer, Handbücher zum Erlernen von Fremdsprachen und Wörterbücher. Er besaß medizinische Bücher und Manuskripte, darunter ein handgeschriebenes Rezept des dänischen Astronomen Tycho Brahe. Er hatte Schriften über Chemie, Mathematik, Politik, persönliche Notizen seines Onkels Andries Bicker und Grundpapiere, insbesondere über das Haus De Dolphijn, das früher seinem Großonkel Volkert Overlander und später dessen Schwiegersohn und De Graeffs Onkel Frans Banninck Cocq gehörte.
De Graeff sammelte weiters aber auch Medaillen und Münzen und besaß auch Bücher über Münzen und Medaillen. Das war aber nur ein Bruchteil seiner gesamten Büchersammlung. Dank eines Nachlassverzeichnisses, das nach seinem Tod 1707 erstellt wurde, ist es möglich, sich ein Bild von seinen Besitztümern und Sammlungen zu machen. Ein nach der Jahrtausendwende aufgetauchter Auktionskatalog sorgt zudem dafür, dass seine Bibliothek im Detail rekonstruiert werden kann.

#### Tagebücher
Pieter de Graeff führte über den Großteil seines Lebens ein intensives Tagebuch. Zwischen den Jahren 1664 und 1706 hatte her Tagebücher mit annähernd 1600 Seiten verfasst.

#### Genealogische Tätigkeit
Pieter de Graeff war zeitlebens ein exzessiver Genealoge, Sammler von Familienpapieren und als Chronist von Schriften und Urkunden seiner Familie tätig. Durch ihn sind viele genealogischen Fakten und Informationen über sein Geschlecht noch heutzutage archiviert. Das Amsterdamer Familienarchiv De Graeff enthielt noch 1912 viele dieser Stücke. Des Weiteren stellte er die (ältere) Genealogie der Reichsbarone De Petersen zusammen, zu welcher er als Großcousin von Pfalzgraf Jakob de Petersen in verwandtschaftlicher Beziehung gestanden ist.

##### Das Familienalbum von Frans Banninck Cocq

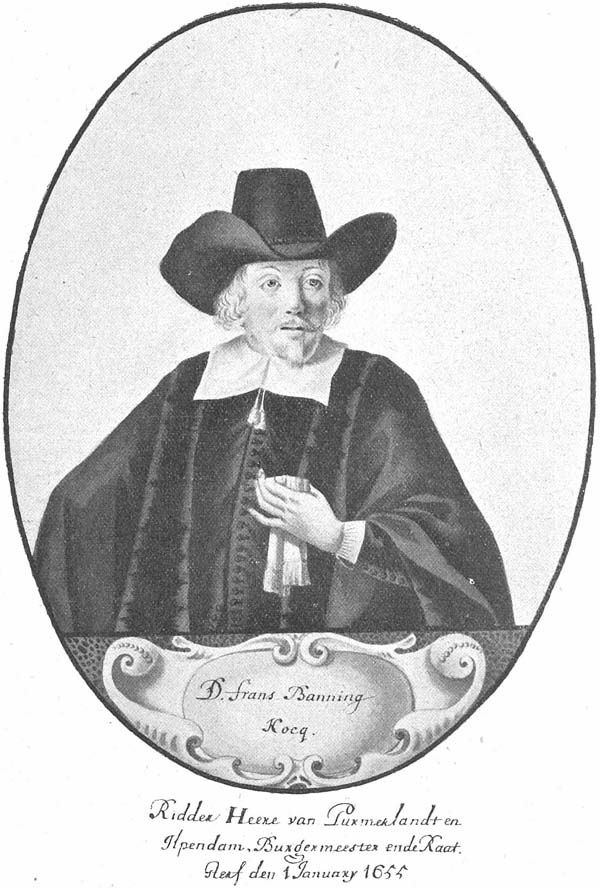
Porträt des Frans Banninck Cocq, die Beschriftung Dr. Frans Banning Kocq stammt wahrscheinlich von Pieter de Graeff

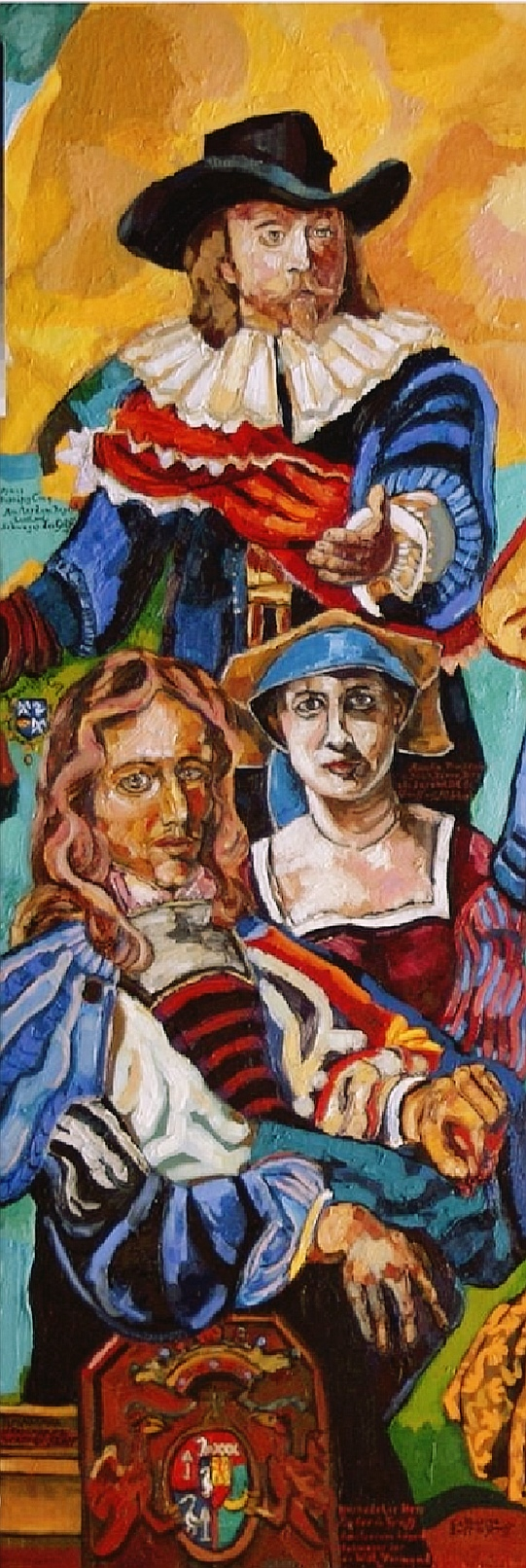
Frans Banning Cocq (hinten) mit seinem Neffen Pieter de Graeff (vorne). Detail aus dem Gemälde "Ahnenfolge" von Matthias Laurenz Gräff (Diplomarbeit "Weltaußenschau-Weltinnenschau", 2007)

Im Amsterdamer Patriziat des 16. und 17. Jahrhunderts existierten mit der Familie Banning(h), auch Benning(h), und der Familie Banninck zwei Familien mit sehr ähnlichen Namen, die nicht näher miteinander verwandt waren. Dabei war die erstgenannte Familie von größerer Bedeutung, da sie über einen längeren Zeitraum Mitglieder der Stadtregierung stellte. Frans Banninck Cocq, der Kapitän aus Rembrandts berühmten Gemälde Die Nachtwache, und Pieter de Graeffs Onkel, gehörte mütterlicherseits der weniger bedeutenden Familie Banninck an. Aufgrund der ähnlichen Namen kam es bereits unter Zeitgenossen zu Falschschreibungen. Ein von Banninck Cocq angelegtes zweiteiliges Familienalbum enthält neben einer Kopie der Nachtwache zahlreiche kolorierte Zeichnungen und Aquarelle. Es zeigt die Genealogie seiner Familie, mit Abbildungen einer Reihe von Wappen. Weiters sind zahlreiche Gebäude abgebildet, zu denen Banninck Cocq eine Beziehung hatte. Viele der Darstellungen wurden wahrscheinlich von ihm selbst gemalt, und das Buch um 1654 von ihm selbst fertiggestellt. Die Nachtwache wurde wohl noch im Auftrag Banninck Cocqs von Jacob Colijns gemalt. Eine Reihe von handschriftlichen Ergänzungen erfolgten nach Banninck Cocqs Tod im Jahre 1655 durch Pieter de Graeff. Möglicherweise wurden andere Zeichnungen und Aquarelle des Familienbuchs erst nach Banninck Cocqs Tod ebenfalls von Colijns zugefügt, der zu de Graeffs Gunsten auch Dokumente zu anderen mit ihm verwandten Familien gefälscht oder verfälscht hat. Über lange Zeit wurde angenommen, Banninck Cocq selbst habe die Familienalben dergestalt manipuliert, dass sie seine Herkunft aus der älteren Patrizierfamilie belegten. Tatsächlich erfolgten die Fälschungen in der Handschrift von De Graeff, der nach dem Rampjaar 1672 alle städtischen Ämter verloren hatte, und auch daher Grund und Gelegenheit zur Aufbesserung seiner Familiengeschichte hatte. Er erbte 1690 über Banninck Cocqs Witwe, seiner Tante Maria Overlander van Purmerland, dessen Titel eines Vrijheeren van Purmerland en Ilpendam, welcher vor ihm seiner Mutter Catharina Hooft und seinem Bruder Jacob de Graeff zugehörig war. Bei den Manipulationen seiner Familiengeschichte unterstützten De Graeff ebenfalls der Maler Colijns, der möglicherweise auch die Kopie der Nachtwache im Familienalbum gemalt hat, und der Dichter Joost van den Vondel. Der niederländische Schriftsteller Johan Engelbert Elias veröffentlichte 1903 bis 1905 seine zweibändige Geschichte der Amsterdamer Stadtverwaltung von 1578 bis 1795. Er durchschaute de Graeffs Fälschungen nicht und fasste beide Familien zu einer zusammen, was aber im 21. Jahrhundert durch neue Forschungen und die völlig unterschiedlichen Familienwappen widerlegt werden konnte. Das Familienbuch ist bis heute im Besitz der Familie De Graeff und befindet sich als Dauerleihgabe im Rijksprentenkabinet des Rijksmuseum Amsterdam.